# آنتیپینو
آنتیپینو (به لاتین: Antipino) یک منطقهٔ مسکونی در روسیه است که در سرزمین آلتای واقع شده‌است.